# Integral de Chebyshov

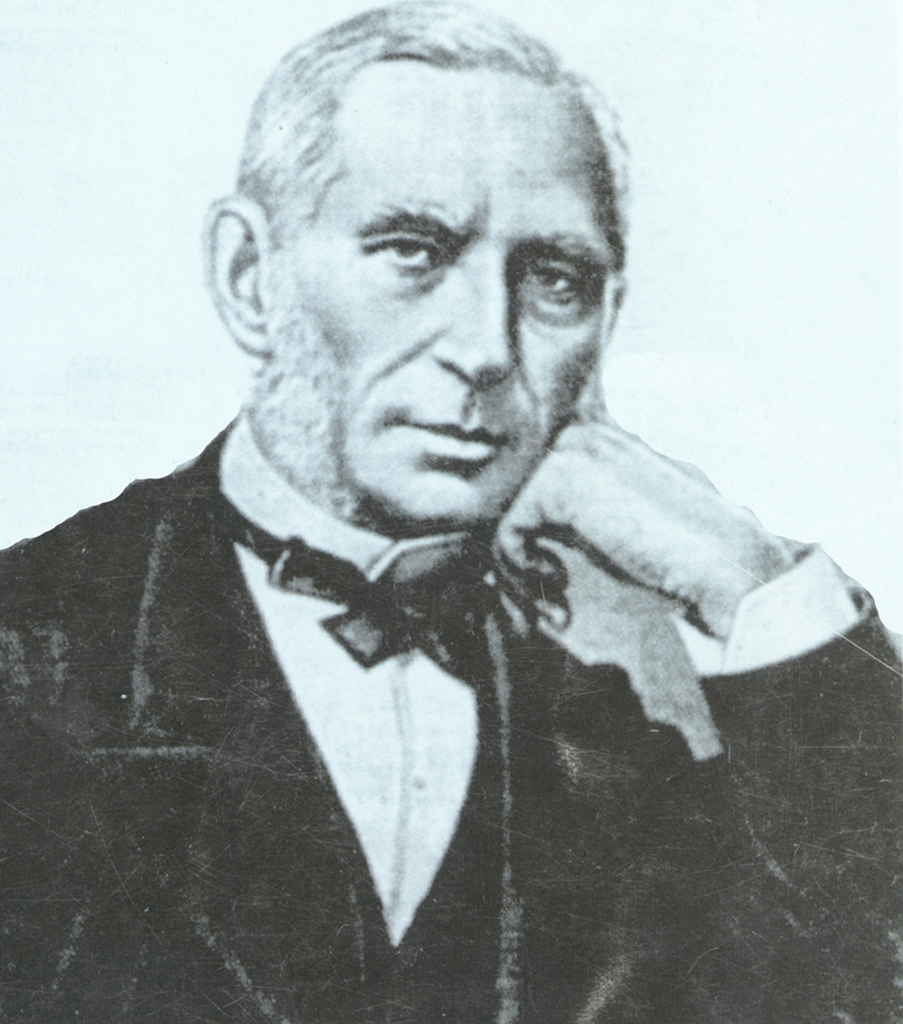
Pafnuti Chebyshov.

La integral de Chebyshov está dada por
| Integral de Chebyshov {\displaystyle \int _{0}^{x}x^{p}(1-x)^{q}dx=B(x;1+p,1+q)}, Pafnuti L. Chebyshov (1821-1894) |

donde {\displaystyle B(x;a,b)} es la función beta incompleta.

## Teorema de integración de los binomios diferenciales
Chebyshov demostró que las integrales indefinidas binómicas de la forma:
{\displaystyle \int x^{m}(a+b\,x^{n})^{p}dx}
son funciones elementales únicamente si al menos una de las expresiones {\displaystyle \scriptstyle p}, {\displaystyle \scriptstyle ({\frac {m+1}{n}})} o {\displaystyle \scriptstyle p+({\frac {m+1}{n}})} es un número entero. En otro caso, no pueden representarse en términos de funciones elementales.